# Осыка, Леонид Михайлович
Леонид Михайлович Осы́ка (укр. Леоні́д Миха́йлович Оси́ка; 8 марта 1940, Киев — 16 сентября 2001, Киев) — советский и украинский кинорежиссёр, сценарист. Народный артист Украины (1998).

## Биография
Родился 8 марта 1940 года в Киеве. Окончил Одесское театрально-художественное училище (1959), затем — ВГИК (1965). С 1965 работал на Киностудии имени А. П. Довженко. Вместе с С. И. Параджановым, Ю. Г. Ильенко и др. составил школу украинского поэтического кино. Секретарь правления Союза кинематографистов Украины (1990—1993).
Умер 16 сентября 2001 года. Похоронен в Киеве на Байковом кладбище.

## Фильмография
- 1965 — «Входящая в море»  — короткометражный фильм, дипломная работа Осыка Леонида во ВГИК
- 1965 — Хочу верить (актёр, в титрах не указан: гость Гали Наливайченко)
- 1966 — Кто вернётся — долюбит
- 1968 — Каменный крест
- 1971 — Захар Беркут
- 1973 — Дед левого крайнего (также автор сценария)
- 1976 — Тревожный месяц вересень
- 1978 — Море (также автор сценария)
- 1982 — …которого любили все (документальный)
- 1985 — Поклонись до земли
- 1987 — Войдите, страждущие!
- 1989 — Этюды о Врубеле (также соавтор сценария, совместно с С. И. Параджановым)
- 1991 — Подарок на именины (также автор сценария)
- 1993 — Гетманские клейноды (также автор сценария)

## Признание
- Заслуженный деятель искусств Украинской ССР (1988)
- Народный артист Украины (1998)[1]
- Государственная премия Украины имени Александра Довженко (2001) — за личный творческий вклад в развитие отечественного киноискусства
- Национальная премия Украины имени Тараса Шевченко (1997) — за художественные фильмы «Каменный крест», «Захар Беркут», «Подарок на именины», "Гетманские клейноды